# Стенлі Кубрик: Життя в кіно
«Стенлі Кубрик: Життя в кіно» (англ. Stanley Kubrick: A Life in Pictures) — документальний фільм про життя і творчість відомого американського кінорежисера Стенлі Кубрика, знятий його помічником, другом і виконавчим продюсером ряду його фільмів Яном Харланом. У фільмі розповідається про життя Стенлі Кубрика і про історію створення всіх його фільмів. Ян Харлан взяв інтерв'ю у багатьох з людей, з якими Кубрику доводилося працювати: Джека Ніколсона, Тома Круза, Ніколь Кідман, Стівена Спілберга, Артура Кларка, Малкольма Макдауелла, Дьордь Лігеті і Меттью Модайн.